# Волгоградский радиотелецентр РТРС
Волгоградский областной радиотелевизионный передающий центр (филиал РТРС «Волгоградский ОРТПЦ») — филиал ФГУП «Российская телевизионная и радиовещательная сеть» в Волгоградской области. Основной оператор цифрового эфирного и аналогового эфирного теле- и радиовещания Волгоградской области.
Предприятие образовано в 1958 году. С 2002 года входит в состав РТРС. Волгоградский филиал РТРС обеспечивает более 97% жителей Волгоградской области 20 бесплатными цифровыми эфирными телеканалами: «Первый канал», «Россия-1», «Матч ТВ», НТВ, «Пятый канал», «Россия К», «Россия-24», «Карусель», ОТР, «ТВ Центр», «Рен ТВ», «Спас», СТС, «Домашний», «ТВ-3», «Пятница», «Звезда», «Мир», ТНТ, «Муз-ТВ». До создания филиалом цифровой эфирной телесети, жители большинства населенных пунктов, за исключением Волгограда и Волжского, могли принимать не более 3-5 телеканалов. Таким образом, в 2009—2018 годах Волгоградский ОРТПЦ увеличил возможности просмотра телетрансляции для жителей Волгоградской области в среднем в 4-7 раз.
Предприятие выступало основным исполнителем мероприятий федеральной целевой программы «Развитие телерадиовещания в Российской Федерации на 2009—2018 годы» в Волгоградской области.

## История
15 сентября 1955 года Совет министров СССР принял решение о строительстве телевизионного центра в Сталинграде.
2 февраля 1958 года в 16:00, в день 15-й годовщины победы советских войск под Сталинградом, состоялось пробное телевещание из Мамаева Кургана. Вела эфир Валентина Леонтьева, диктор Центрального телевидения.
Приказом начальника Областного управления Министерства связи № 14 от 16 февраля 1958 года был создан Сталинградский телецентр.
16 марта 1958 года началось регулярное телевещание в Сталинграде — дата признана днем образования Волгоградского радиотелецентра РТРС.
В 1961 году в связи с переименованием города, радиоцентр был переименован в «Волгоградский областной радиоцентр» Волгоградского областного управления связи.
Приказом министра связи СССР от 7 апреля 1969 года № 253 «Об организации радиотелевизионных передающих станций», Волгоградский телецентр реорганизован в Волгоградскую областную радиотелевизионную передающую станцию.
Приказом Министерства связи СССР № 224 от 12 сентября 1973 года Волгоградская областная радиотелевизионная передающая станция была переименована в Волгоградский областной радиотелевизионный передающий центр (ОРТПЦ). Впервые появилась аббревиатура ОРТПЦ, которая используется сейчас.
В 1973 году жителям Волгограда и области стало доступно цветное телевидение. Полный переход на цветное телевещание в области завершился к 1981 году. Устойчивое цветное телевизионное изображение пришло и в отдалённые сёла и посёлки области.
В 1980—1990-е годы 92% населения области получили возможность смотреть передачи первой программы центрального телевидения, а 58 % — передачи второй и третьей программ. Для радиослушателей были доступны четыре программы радиовещания на ультракоротких волнах.
Новый этап развития Волгоградского радиотелецентра связан с началом использования спутниковых систем телевидения.
В 1980-е годы были установлены первые приемные станции космической связи. С появлением спутниковой связи началась замена устаревших телевизионных передатчиков на аппаратуру нового поколения — современное цветное оборудование.
К 1989 году в состав радиотелецентра входили четыре мощных РТС, 21 маломощная РТС, 40 микро-РТС: 80 телепередатчиков, 13 радиопередатчиков, 55 спутниковых станций, 6 РРЛ протяженностью 1046 км.
9 декабря 1992 года распоряжением от 09.12.1992 № 652-р Комитета по управлению государственным имуществом Волгоградской области на базе «Волгоградского ОРТПЦ» государственного предприятия связи и информатики «Россвязьинформ» учреждено государственное предприятие «Волгоградский областной радиотелевизионный передающий центр», которое в 1998 году Указом президента РФ от 08.05.1998 № 511 и Постановлением РФ от 27.06.1998 № 844 реорганизовано в филиал федерального унитарного предприятия «Всероссийская государственная телевизионная и радиовещательная компания» «Волгоградский областной радиотелевизионный передающий центр» (филиал ФГУП «ВГТРК» «Волгоградский ОРТПЦ»)
13 августа 2001 года Указом Президента России от 13.08.2001№ 1031 и Распоряжениями Правительства РФ от 17.11.2001 № 1516-р и от 29.12.2001 № 1760-р филиал ФГУП «ВГТРК» «Волгоградский ОРТПЦ» был выделен из состава ВГТРК и стал филиалом федерального государственного унитарного предприятия «Российская телевизионная и радиовещательная сеть».
В 2003 году Волгоградский радиоцентр присоединился к Волгоградскому ОРТПЦ. С тех пор это единое предприятие — филиал РТРС «Волгоградский ОРТПЦ».

## Деятельность
К 2009 году в составе волгоградского филиала РТРС было 6 мощных, 34 маломощных и 89 микро-РТС: 252 ТВ и РВ передатчика, 230 спутниковых станций, велась трансляция 14 программ.
В ходе реализации федеральной целевой программы «Развитие телерадиовещания в Российской Федерации на 2009—2018 годы» в Волгоградской области в 2010 году началось создание цифровой телесети в регионе — строительство 36 новых и переоснащение 24 действующих объектов связи для целей цифрового эфирного вещания.
23 сентября 2011 года началось тестовое вещание первого мультиплекса в городе Волгограде, впервые в Северо-Кавказском и в Южном Федеральных округах началось вещание в «цифре». 24 ноября заработал установленный на Мамаевом кургане цифровой передатчик, о запуске нового вещания в регионе объявили первый вице-премьер Виктор Зубков и глава Минкомсвязи Игорь Щёголев.
К 1 января 2014 года волгоградский филиал РТРС построил в Волгоградской области 60 передающих станций, которые обеспечили доступ к цифровому эфирному телевидению 97% населения области (порядка 2,5 млн человек — около 1200 населенных пунктов региона).
В конце декабря 2014 года волгоградский филиал РТРС и ВГТРК «Волгоград-ТРВ» начали трансляцию региональных программ в составе пакета цифровых телеканалов РТРС-1 (первый мультиплекс) в Волгоградской области.
В ноябре 2014 года волгоградский филиал РТРС завершил строительство сети эфирного вещания пакета цифровых телеканалов РТРС-1 (первый мультиплекс) в Волгоградской области. Цифровая телесеть РТРС в Волгоградской области из 60 передающих станций обеспечила доступность первого мультиплекса цифрового эфирного телевидения 97,22% жителей региона.
В 2014 году волгоградский филиал РТРС и ВГТРК начали трансляцию региональных программ в составе пакета цифровых телеканалов в Волгоградской области.
23 июня 2015 года в режиме постоянной эксплуатации началось вещание второго мультиплекса, последний этап запуска состоялся 17 декабря 2018 года.
30 июня 2016 года в Волгограде на улице Краснополянской, 33Б официально введена в эксплуатацию новая телебашня высотой 256 метров.
14 октября 2019 года Волгоградский радиотелецентр РТРС выключил в Волгоградской области 203 аналоговых передатчика федеральных телеканалов, тем самым завершил переход на цифровое эфирное телевидение в регионе.

## Организация вещания
РТРС транслирует в Волгоградской области:
- 20 телеканалов и три радиоканала в цифровом формате;[19]
- пять телеканалов и 40 радиоканалов в аналоговом формате.[20]

Инфраструктура эфирного телерадиовещания волгоградского филиала РТРС включает:
- областной радиотелецентр;
- семь производственных подразделений;
- центр формирования мультиплексов;
- 62 передающих станций;
- 77 высотных сооружений для размещения антенно-фидерных устройств;
- 122 приемные земные спутниковые станции;
- одну радиорелейную станцию;
- 40 км радиорелейных линий связи.

## Награды
Волгоградский филиал РТРС стал победителем областного конкурса «Лучшее предприятие года» по итогам 2014 года среди предприятий Волгоградской области отрасли связи.
В 2014 году главный инженер Волгоградского радиотелецентра РТРС Головенко А. Н. признан лучшим менеджером года.
Волгоградский филиал РТРС признан лучшим филиалом РТРС в 2016 году по итогам XV ежегодного корпоративного конкурса.
В 2019 году директору волгоградского филиала РТРС Фадееву В. В. объявлена благодарность Президента Российской Федерации.
В 2020 году четверо представителей Волгоградского ОРТПЦ получили госнаграды Российской Федерации.